# Le conseguenze dell'amore
Le conseguenze dell'amore è un film del 2004 scritto e diretto da Paolo Sorrentino.
Presentato in concorso al 57º Festival di Cannes, il film ha raccolto molti premi ai David di Donatello 2005, ai Nastri d'argento 2005 e ai Globi d'oro; in conseguenza di questo larghissimo successo di critica è stato riproposto nelle sale italiane.

## Trama
Titta Di Girolamo è un uomo di mezz'età, che da otto anni vive oziando in un albergo di Lugano, in Svizzera. Soffre d'insonnia, è separato da dieci anni e telefona sovente ai suoi tre figli che non gli vogliono parlare. I soli contatti umani li ha con il direttore dell'albergo, per pagare regolarmente il conto, e con una coppia di anziani, un tempo  benestanti e ridotti a vivere in una stanza dell'albergo che possedevano, con i quali gioca spesso e volentieri ad asso pigliatutto, l'unico gioco di carte che Titta dichiara di conoscere dalla sua infanzia. Assuntore regolare di eroina, si sottopone una volta all'anno a una costosa procedura di lavaggio sanguineo per disintossicarsi.
Nella prima parte del film si ignora l'origine del suo tenore di vita, del suo atteggiamento come di attesa, fino a quando lo si vede incassare del danaro portatogli da dei loschi personaggi. Titta è infatti un facoltoso commercialista e mediatore finanziario, con clientela in ambito mafioso, che avendo un giorno fallito un'importantissima trattativa, è stato costretto dai suoi clienti malavitosi ad insediarsi in Svizzera in una specie d'esilio per fungere, vita natural durante, da loro depositario di valuta sporca. Questa sua vita, scandita da azioni rigidamente preordinate, comincia a venir meno con l'incontro con Sofia, giovane barista dell'albergo. Tra i due sembra nascere un sentimento e un giorno Titta regala alla ragazza una costosa auto sportiva sottraendo centomila dollari da una delle valigie che deve puntualmente depositare in banca.
Il giorno dopo, Sofia ha un incidente con la vettura mentre Titta viene derubato della valigia da due affiliati che tentano di usurpare il proprio capo e che l'uomo elimina. Convocato dal boss egli dimostra la propria innocenza rifiutandosi di restituire i soldi, avendoli consegnati ai due anziani coniugi dell'hotel. Il boss cerca di costringerlo a parlare, ma davanti alla sua ostinazione lo fa immergere in un pilastro di cemento. L'ultimo pensiero di Titta va al suo migliore amico, che non vede da più di venti anni, ora operaio dell'Enel come addetto alla riparazione delle linee elettriche in montagna.

## Produzione
Sorrentino ha dichiarato di essersi ispirato alla struttura narrativa del film Jackie Brown di Quentin Tarantino per la sceneggiatura del film.
Il film è ambientato a Lugano ma le riprese si sono svolte in varie località del Canton Ticino (la stessa Lugano, Bellinzona, Chiasso,  Mendrisio e il Piano di Magadino) e Treviso (Hotel Continental). La scena finale è ambientata in una cava nei pressi di Caserta.

## Colonna sonora
Le musiche originali sono curate da Pasquale Catalano. Tra i brani non originali sono presenti canzoni dei Lali Puna, dei Mogwai, dei Boards of Canada e di Ornella Vanoni.
1. Pasquale Catalano - Intro (1:17)
2. Lali Puna - Scary World Theory (4:45)
3. Mogwai - Moses I Amn't (3:00)
4. Mogwai - Tracy (Kid Loco's Playing With the Young Team Remix) (8:35)
5. James - Hello (3:47)
6. Isan - Scoop Rmx (5:12)
7. Grand Popo Club - Arab Skank (3:51)
8. Ornella Vanoni - Rossetto e Cioccolato (4:01)
9. Pasquale Catalano - Le Conseguenze dell'Amore (7:32)
10. Francesco Forni - Terapia Interrotta (2:39)
11. Isan - Remegio (6:47)
12. Terranova - Concepts (3:31)
13. Boards of Canada - Gyroscope (3:37)
14. Lali Puna - Satur-Nine (1:32)
15. Pasquale Catalano - La Cava (2:42)
16. Fila Brazillia - Subtle Body (9:02)
17. Depth Charge - Sex, Sluts & Heaven (Bordello Mix) (6:24)

## Distribuzione
Il film è uscito nelle sale cinematografiche il 24 settembre 2004.

## Accoglienza

### Critica
Sull'aggregatore di recensioni Rotten Tomatoes ha un indice di gradimento dell'80% basato su 5 recensioni.

## Riconoscimenti
- 2004 - Festival di Cannes
  - Candidatura alla palma d'oro a Paolo Sorrentino
- 2005 - David di Donatello
  - Miglior film
  - Miglior regista a Paolo Sorrentino
  - Migliore sceneggiatura a Paolo Sorrentino
  - Miglior attore protagonista a Toni Servillo
  - Miglior direttore della fotografia a Luca Bigazzi
  - Candidatura al miglior produttore a Domenico Procacci e Nicola Giuliano
  - Candidatura al miglior attore non protagonista a Raffaele Pisu
  - Candidatura al miglior compositore a Pasquale Catalano
  - Candidatura al miglior montaggio a Giogiò Franchini
  - Candidatura al miglior sonoro a Daghi Rondanini e Emanuele Cecere
- 2005 - Globi d'oro
  - Miglior sceneggiatura a Paolo Sorrentino
  - Miglior attrice rivelazione a Olivia Magnani
  - Candidatura alla miglior attrice a Olivia Magnani
- 2005 - Nastri d'argento
  - Migliore attore protagonista a Toni Servillo
  - Migliore attore non protagonista a Raffaele Pisu
  - Miglior soggetto a Paolo Sorrentino
  - Miglior fotografia a Luca Bigazzi
  - Candidatura al regista del miglior film a Paolo Sorrentino
  - Candidatura al miglior produttore a Fandango
  - Candidatura al migliore montaggio a Giogiò Franchini
  - Candidatura alla miglior colonna sonora a Pasquale Catalano
- 2005 - Ciak d'oro
  - Ciak d'oro per il miglior film[4]
  - Miglior regista a Paolo Sorrentino[4]
  - Migliore sonoro in presa diretta a Daghi Rondanini e Emanuele Cecere[4]
  - Miglior montaggio a Giogiò Franchini[4]
- 2005 - European Film Awards
  - Candidatura al premio del pubblico al miglior regista a Paolo Sorrentino
  - Candidatura al premio del pubblico al miglior attore a Toni Servillo
- 2005 - Italian Online Movie Awards
  - Miglior film italiano
  - Migliore attore protagonista a Toni Servillo
- 2004 - Festival di Cabourg
  - Grand Prix a Paolo Sorrentino